# Ontiñena
Ontiñena (katalanisch Ontinyena) ist eine Gemeinde in der Provinz Huesca in der Autonomen Gemeinschaft Aragonien in Spanien. Sie liegt in der Comarca Bajo Cinca am rechten Ufer des Río Alcanadre und am Fuß der Sierra de Ontiñena.

## Geschichte
Der Ort wurde im Jahr 1194 von König Alfons II. von Aragonien dem Kloster Sigena übergeben.
Ontiñena war der geplante Bauplatz des 2007 angekündigten umstrittenen Großprojektes zum Bau des gigantischen Vergnügungs- und Kasino-Parks Gran Scala mit einer geplanten Investitionssumme von 17 Milliarden Euro, das von der Regierung der Autonomen Region Aragón unterstützt wurde und ab 2009 realisiert werden sollte. Bereits 2010 entstanden jedoch deutliche Zweifel an der Seriosität des Konsortiums. Das Projekt scheiterte endgültig im Februar 2012, als die Investoren nicht wie vertraglich vereinbart ihre Kaufoptionen realisierten und so die letzte Frist zum Erwerb der Projektgrundstücke verstreichen ließen. Die Grundstücke gingen damit zurück an ihre alten Eigentümer.

## Bevölkerungsentwicklung seit 1900
| 1900  | 1910  | 1930  | 1940  | 1950  | 1960  | 1970 | 1981 | 1986 | 1992 | 1999 | 2004 | 2005 |
| ----- | ----- | ----- | ----- | ----- | ----- | ---- | ---- | ---- | ---- | ---- | ---- | ---- |
| 1.827 | 1.883 | 1.582 | 1.281 | 1.135 | 1.041 | 875  | 722  | 752  | 751  | 651  | 623  | 621  |

## Sehenswürdigkeiten
- die einschiffige gotische Pfarrkirche Santa María la Mayor mit spätromanischem Westportal und polygonaler Apsis
- die Einsiedelei San Gregorio; die Einsiedelei Virgen del Pilar wurde im Spanischen Bürgerkrieg niedergebrannt und später abgebrochen
- verschiedene archäologische Fundstätten aus römischer Zeit